# آلیس مری ویکس
آلیس مری داوس ویکس (۲۶ اوت ۱۹۰۹ – ۲۹ اوت ۱۹۸۸) یک زمین‌شناس آمریکایی بود. ویکسیت به افتخار او نام‌گذاری شده است. او در سال ۱۹۵۳ همراه با مری ئی. تامپسون اورانوفان را شناسایی کرد. ویکس اولین فردی بود که مفهوم اکسیداسیون ذخایر معدنی شامل اورانیوم، وانادیوم و دیگر فلزات فرعی را پیشنهاد کرد. او همچنین بنیان‌گذار دپارتمان زمین‌شناسی در دانشگاه تمپل در فیلادلفیا بود و نقش مهمی در حمایت از زنان در زمین‌شناسی ایفا کرد.

## اوایل زندگی و خانواده
آلیس مری داوس ویکس و خواهر دوقلویش یونیس در ۲۶ اوت ۱۹۰۹ در شربورن ماساچوست متولد شدند. مادر آلیس، جسی پارکر داوس، در آکس‌بریج، ماساچوست بزرگ شد و در دانشگاه تافتس تحصیل کرد.
جسی به‌عنوان معلم کار می‌کرد تا زمانی که با آرتور داوس ازدواج کرد که در حرفه‌های مختلف از جمله بانکداری فعالیت می‌کرد. مادر آلیس ویکس مدافع آموزش فرزندانش بود و آن‌ها را از سنین پایین تشویق به یادگیری کرد و همچنین یکی از مدافعان حقوق زنان بود.
آلیس در ماه مه ۱۹۵۰ با دکتر آلبرت ویکس، دوست و همراه دیرینه خود، ازدواج کرد. آلبرت که زمین‌شناس نفتی بود، آلیس را در مسیر حرفه‌ای‌اش تشویق کرد و به او انگیزه داد تا پایان‌نامه دکترای خود را به پایان برساند.

## تحصیلات
آلیس که در دوران کودکی در خانه آموزش می‌دید، از آکادمی ساوین و دبیرستان داوس فارغ‌التحصیل شد و در سال ۱۹۲۶ مدرک خود را دریافت کرد. سپس در دانشگاه تافتس ثبت‌نام کرد و در رشته علوم و ریاضیات با درجه کوم لائود در سال ۱۹۳۰ فارغ‌التحصیل شد.
پس از دو سال و نیم تدریس در مدرسه دخترانه لنکستر، او به تافتس بازگشت تا دوره‌های زمین‌شناسی را بگذراند. پس از پایان دوره‌هایش در تافتس، او در دانشگاه هاروارد ماساچوست برای تحصیلات تکمیلی ثبت‌نام کرد و در سال ۱۹۳۴ مدرک کارشناسی ارشد علوم خود را دریافت کرد.
به دلیل مشکلات مالی و فشارهای اضافی به‌عنوان یک زن در عرصه علمی در هاروارد، ویکس نتوانست به کار روی دکترای خود ادامه دهد. به گفته‌ها، او مجبور بود برخی از کلاس‌ها را که به زنان اجازه ورود نمی‌داد، خارج از کلاس‌ها گوش دهد.
او یک بورس تحقیقاتی در کالج برین ماور پنسیلوانیا پذیرفت و پس از یک سال، در آنجا به‌عنوان مربی آزمایشگاه شروع به کار کرد. پس از یک سال کار در برین ماور، ویکس در سال ۱۹۳۶ به هاروارد بازگشت تا به کار روی دکترای خود ادامه دهد.
در این زمان، ویکس همچنین به‌عنوان استاد در دانشگاه ولزلی ماساچوست فعالیت کرد و به‌عنوان مربی آزمایشگاه در زمینه‌های زمین‌شناسی تاریخی و فیزیکی، ژئومورفولوژی، نقشه‌نگاری و موارد دیگر تدریس کرد. او بعدها به‌عنوان عضو هیئت علمی به‌عنوان استاد دستیار منصوب شد. دانش و مهارت او در نقشه‌نگاری، همراه با توانایی او در استفاده هم‌زمان از هر دو دست، باعث شد تا او به افسران نیروی دریایی در طول جنگ جهانی دوم آموزش نقشه‌سازی بدهد.
به دلیل محدودیت‌ها و سهمیه‌بندی‌های مربوط به جنگ، تا سال ۱۹۴۹ مدرک دکترای ویکس به او اعطا نشد.

## حرفه و میراث

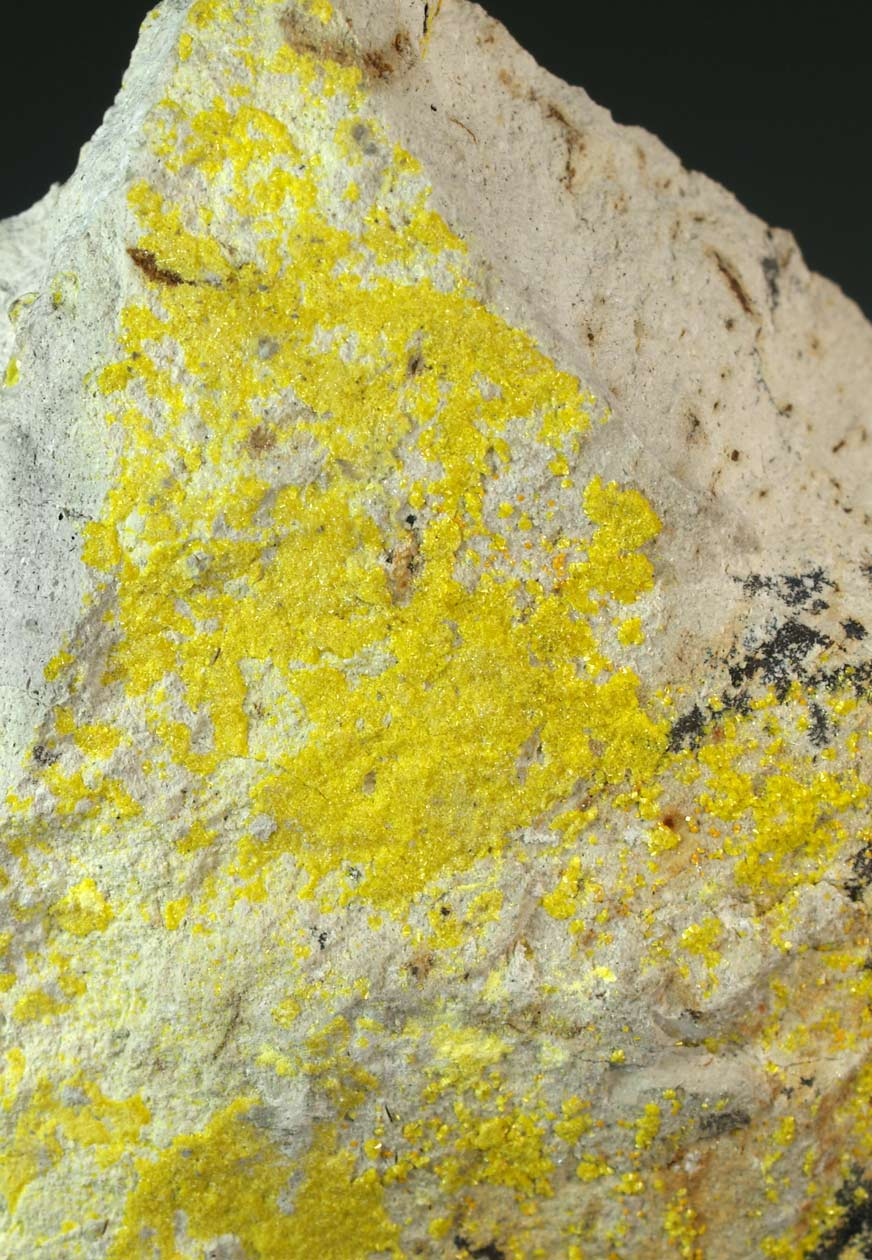
کانی سیلیکات اورانیوم، ویکسیت

کارهای ویکس عمدتاً بر ذخایر رادیواکتیو متمرکز بود. از سال ۱۹۴۹ تا ۱۹۶۱ او برای بخش اکتشاف اورانیوم سازمان زمین‌شناسی ایالات متحده فعالیت کرد. ویکس یکی از اعضای بنیان‌گذار کمیته زمین‌شناسان زن در مؤسسه زمین‌شناسی آمریکا بود و موفق به دریافت بورسیه‌های علمی از انجمن زمین‌شناسی آمریکا، انجمن کانی‌شناسی آمریکا و انجمن پیشبرد علوم آمریکا شد.
او بعدها به استاد کانی‌شناسی در دانشگاه تمپل در فیلادلفیا تبدیل شد، جایی که دپارتمان زمین‌شناسی آنجا را بنیان‌گذاری کرد. ویکسیت، یک کانی سیلیکات اورانیوم، به افتخار او نام‌گذاری شده است.
ویکس همچنین به دلیل شناسایی اورانوفان در سال ۱۹۵۳، همراه با مری ئی. تامپسون از سازمان زمین‌شناسی ایالات متحده شناخته شده است و اولین کسی بود که مفهوم اکسیداسیون ذخایر معدنی حاوی اورانیوم، وانادیوم و فلزات فرعی دیگر را پیشنهاد کرد.